# Чебаклинское сельское поселение (Большереченский район)
Чебаклинское сельское поселение — сельское поселение в Большереченском районе Омской области России.
Административный центр — село Чебаклы.

## История
В 1958 году был образован Чебаклинский сельский совет путём переименования Сухокарасукского сельского совета с переносом центра в село Чебаклы.
В 1977 году часть сельского совета переводится в Старокарасукский сельский совет.
В 1990-х годах сельский совет преобразован в сельскую администрацию.
В 2000-х годах сельская администрация преобразована в сельское поселение.

## Состав
| статус  | населённый пункт | год основания |
| ------- | ---------------- | ------------- |
| село    | Чебаклы́          | 1737          |
| деревня | Ува́ровка         | 1930-е        |
| деревня | Березо́вка        | 1930-е        |
| деревня | Я́ланкуль         | 1427          |
| деревня | Аубатка́н         | ?             |

## Население
| 2010 | 2011 | 2012 | 2013 | 2014 | 2015 | 2016 |
| ---- | ---- | ---- | ---- | ---- | ---- | ---- |
| 993  | ↘987 | ↘959 | ↘942 | ↘888 | ↘872 | ↘829 |
| 2017 | 2018 | 2019 | 2020 | 2021 | 2023 |      |
| ↘808 | ↘776 | ↘761 | ↘738 | ↘584 | ↘542 |      |

Родилось в 2010 году 20 человек, умерло — 22 человека, прибыло 30 человек, выбыло 35 человек.
Работоспособное население составляет 701 человек, фактически работают 4 человека, 140 человек занимаются только ЛПХ, 122 человека работают в городе Омске, 39 человек — вахтовым методом на Севере. 86 человек нигде не работают и живут за счёт пособий и разовых заработков у частных лиц. В двух населённых пунктах отсутствует производство (в д. Яланкуль — большинство населения занимается разведением личного подсобного хозяйства, в среднем на одно ЛПХ приходится 3 коровы).

## Инфраструктура
На территории Чебаклинского сельского поселения функционирует:
- 1 средняя общеобразовательная школа (здесь учатся дети из нескольких близлежащих деревень),
- 4 ФАПа,
- 1 сельский Дом Культуры,
- 1 сельский клуб,
- отделение связи,
- почта,
- сберкасса,
- 9 магазинов,
- детский сад.

Сельское хозяйство является основным видом деятельности на территории поселения. Повышение жизненного уровня населения напрямую связано с развитием сельскохозяйственного производства различных форм собственности.
На территории Чебаклинского сельского поселения зарегистрировано ООО «Мегаполис Д», 5 крестьянско-фермерских хозяйств, 220 личных подсобных хозяйств.
В последние годы чётко обозначилась тенденция к снижению численности общего поголовья КРС и свиней. Но вместе с тем увеличивается поголовье лошадей и овец. Из 390 существующих дворов на территории Чебаклинского сельского поселения сельскохозяйственных животных имеют только 220 подворий. Из-за низкой закупочной цены на молоко ЛПХ ориентированы в основном на производство мяса.